# Lijst van vroegere plaatsnamen in Nederland
Hierna volgt een lijst van vroegere plaatsnamen in Nederland. Enkel belangrijke plaatsnamen zijn hierin opgenomen. Natuurlijk zijn er namen bij die in meerdere varianten geschreven zijn (waren). Deze veranderingen zijn onder voorbehoud. Het is vanzelfsprekend dat dergelijke namen in het verleden op diverse manieren werden gespeld en verschillende plaatsnamen in de loop der tijden werden gewijzigd/aangepast. Denk bijvoorbeeld aan de twee schrijfwijzen van De Mortel en Mortel (een dorpje bij Gemert) en het gehucht Mariaheide dat in 2007 pogingen ondernam om hier een liggende streep tussen te krijgen (Men wilde naar Maria - Heide). Vandaar dat deze lijst vooralsnog verre van volledig is.

## A
| Huidige naam | Oude naam   | Jaartal       | Andere vermelding(en)                   |
| ------------ | ----------- | ------------- | --------------------------------------- |
| Aalten       | Aladna      | 828           |                                         |
| Abcoude      | Abcwoude    | 1297          |                                         |
| Almelo       | Almelo      | 1157          |                                         |
| Amersfoort   | Amersfoirde | 1028          |                                         |
| Amerongen    | Amerungon   | 1126          |                                         |
| Amstelveen   | Vene        | 1204          | Aemstelreveen (1395)                    |
| Amsterdam    | Amstelredam | ca. 1200      | Amsteldam Aemstelledamme Aemstelredamme |
| Apeldoorn    | Appoldro    | 792           |                                         |
| Arnhem       | Arneym      | 893           |                                         |
| Axel         | Axla        | eind 10e eeuw |                                         |

## B
| Huidige naam | Oude naam   | Jaartal         | Andere vermelding(en)          |
| ------------ | ----------- | --------------- | ------------------------------ |
| Baambrugge   | Bambrug     | 1573            |                                |
| Baarn        | Baerne      | 1280            |                                |
| Baarland     | Baerlant    | 1370            |                                |
| Bentelo      | Benlo       | 1188            |                                |
| Biervliet    | Bierflitha  | einde 12e eeuw  |                                |
| Breda        | Brida       | midden 12e eeuw | Breda (einde 12e eeuw)         |
| Bredevoort   | Breidervort | 1188            | Breevoort (tot einde 18e eeuw) |

## C
| Huidige naam                       | Oude naam        | Jaartal | Andere vermelding(en)                  |
| ---------------------------------- | ---------------- | ------- | -------------------------------------- |
| Cadzand                            | Cadesand         | 1111    | Cadsant (1189)                         |
| Cattenbroek (Montfoort en Woerden) | Cattenbroecke    | 1217    |                                        |
| Cornwerd                           | Quirnifurt       | 9e eeuw | Cornwürth 13e eeuw Coernwaerd 14e eeuw |
| Cothen                             | Cothen           | 1126    |                                        |
| Cuijk                              | Ceuclum Ceudiaco | 356     | Cuich (begin 12e eeuw)                 |

## D
| Huidige naam | Oude naam  | Jaartal | Andere vermelding(en)                                  |
| ------------ | ---------- | ------- | ------------------------------------------------------ |
| Delden       | Thelden    | 1036    | Vermelding in 996 kan ook op Delden (Gelderland) slaan |
| Delft        | Delf       | 1199    |                                                        |
| Den Haag     | Haga       | 1242    |                                                        |
| Deurne       | Durninu(m) | 721     | Thurne, Durna (12e eeuw) Doerne (1397)                 |
| Deventer     | Dauentre   | 840     | Deventeri (1012)                                       |
| Dommelen     | Domelle    | 1311    |                                                        |
| Driebergen   | Drieberghe | 1329    |                                                        |

## E
| Huidige naam       | Oude naam               | Jaartal      | Andere vermelding(en) |
| ------------------ | ----------------------- | ------------ | --------------------- |
| Eemdijk            | Dijkhuizen              | 15e eeuw     |                       |
| Eibergen           | Ecberghe                | 1188         |                       |
| Emminkhuizen       | Emminckhuizen           | 1321         |                       |
| Enschede           | Aneschedhe              | 1118 of 1119 |                       |
| Enter (Overijssel) | Hentheren               | 1188         |                       |
| Ermelo             | Irminlo                 | 855          |                       |
| Etten-Leur         | (aendie) Loersche Vaert | 1405         |                       |

## F
| Huidige naam | Oude naam  | Jaartal | Andere vermelding(en) |
| ------------ | ---------- | ------- | --------------------- |
| Foudgum      | Foldenheim | 944     |                       |
| Foxwolde     | Fokeswolde | 1313    |                       |

## G
| Huidige naam           | Oude naam          | Jaartal | Andere vermelding(en) |
| ---------------------- | ------------------ | ------- | --------------------- |
| Geesteren (Gelderland) | Ghesterne          | 1188    |                       |
| Gerverscop             | Gerwerskoop        | 1639    |                       |
| Goldhoorn              | Gholthorne         | 1446    |                       |
| Greup                  | De gront van Group | 1639    |                       |
| Groenlo                | Gronlo             | 1188    | Grolle, Grol          |
| Groningen              | (Villa) Cruoninga  | 1040    | Groningen (1200)      |

## H
| Huidige naam   | Oude naam     | Jaartal | Andere vermelding(en) |
| -------------- | ------------- | ------- | --------------------- |
| Haaksbergen    | Hockesberghe  | 1188    |                       |
| Haarlem        | Haarlooheim   | 933     | Haerlem (1657)        |
| Hannekenswerve | Henekingwerue | 1169    | Hankinwerva (1187)    |
| Heelweg        | Hellenwich    | 828     |                       |
| Herike         | Hederike      | 1188    |                       |
| Hillegom       | Hyllenkem     | 1125    |                       |
| Hilversum      | Hilfercem     | 1305    |                       |
| Hoorn          | Hoerne        | 1289    |                       |
| Houten         | Haltna        | 9e eeuw |                       |
| Heerlen        | Coriovallum   | 1e eeuw |                       |

## I
| Huidige naam | Oude naam  | Jaartal | Andere vermelding(en) |
| ------------ | ---------- | ------- | --------------------- |
| IJsselmuiden | Islemuthen | 1133    |                       |

## J
| Huidige naam | Oude naam | Jaartal | Andere vermelding(en) |
| ------------ | --------- | ------- | --------------------- |
| Jutphaas     | Iudifax   | 1165    |                       |

## K
| Huidige naam | Oude naam   | Jaartal | Andere vermelding(en)    |
| ------------ | ----------- | ------- | ------------------------ |
| Kampen       | Campen      | 1227    |                          |
| Kantens      | Canteze     | 1326    |                          |
| Kessel       | Cassele     | 1107    | Kesselo (einde 12e eeuw) |
| Koudum       | Colouuidum  | 855     |                          |
| Kropswolde   | Crepeswalda | 1249    |                          |

## L
| Huidige naam | Oude naam | Jaartal | Andere vermelding(en) |
| ------------ | --------- | ------- | --------------------- |
| Leeuwarden   | Liunvero  | 1038    | Linward (1149)        |
| Leiden       | Leithen   | 1143    | Leyden (1530)         |
| Liempde      | Lienden   |         | Leymden               |

## M
| Huidige naam  | Oude naam      | Jaartal | Andere vermelding(en)              |
| ------------- | -------------- | ------- | ---------------------------------- |
| Maassluis     | Maeslandtsluis | 1616    |                                    |
| Maastricht    | Treiectinsem   | 575     | Traiectensis (634) Mastreit (1151) |
| Markelo       | Marclo         | 1188    |                                    |
| Munstergeleen | Muonsterglene  | 1202    |                                    |

## N
| Huidige naam | Oude naam                  | Jaartal           | Andere vermelding(en)           |
| ------------ | -------------------------- | ----------------- | ------------------------------- |
| Naarden      | Naruthi                    | 900               | Na(e)ardinck (?) Neder Enck (?) |
| Niedorp      | Nethorpe                   | 1180              |                                 |
| Nijmegen     | Ulpia Noviomagus Batavorum | 2e eeuw (ca. 104) | Numaga (ca. 880)                |

## O
| Huidige naam | Oude naam  | Jaartal | Andere vermelding(en) |
| ------------ | ---------- | ------- | --------------------- |
| Oldenzaal    | Aldenselen | 893     | Oldenselensie (1139)  |
| Ommen        | Umme       | 1133    |                       |
| Oostvoorne   | Ostforne   | 1206    |                       |

## P
| Huidige naam | Oude naam | Jaartal | Andere vermelding(en) |
| ------------ | --------- | ------- | --------------------- |
| Purmerend    | Pulmeri   | 983     | Purmerend (1396)      |
| Putten       | Puthem    | 855     |                       |

## Q
| Huidige naam | Oude naam | Jaartal | Andere vermelding(en) |
| ------------ | --------- | ------- | --------------------- |

## R
| Huidige naam | Oude naam | Jaartal | Andere vermelding(en) |
| ------------ | --------- | ------- | --------------------- |
| Rijssen      | Risnen    | 1188    |                       |
| Rosmalen     | Rosmella  | 815     |                       |
| Rosmalen     | Rosmael   | 1600    |                       |

## S
| Huidige naam | Oude naam | Jaartal | Andere vermelding(en) |
| ------------ | --------- | ------- | --------------------- |
| Stokkum      | Stochem   | 1188    |                       |

## T
| Huidige naam | Oude naam   | Jaartal | Andere vermelding(en) |
| ------------ | ----------- | ------- | --------------------- |
| Tilburg      | Tilliburgis | 709     | Tilborg (1157)        |

## U
| Huidige naam | Oude naam | Jaartal | Andere vermelding(en)                                                    |
| ------------ | --------- | ------- | ------------------------------------------------------------------------ |
| Uitwijk      | Utwic     | 1108    |                                                                          |
| Utrecht      | Traiectum | ca. 300 | Trecht, Ultraiectum, Wiltenburg, Inferius Traiectum, Traiectum ad Rhenum |

## V
| Huidige naam | Oude naam    | Jaartal  | Andere vermelding(en) |
| ------------ | ------------ | -------- | --------------------- |
| Valkenburg   | Falckenberch | 1041     | Vachenburg (1075)     |
| Valkenswaard | Wedert       | 13e eeuw |                       |
| Varsseveld   | Wazovelde,   | 823      | Ws Dwarsefeld         |
| Varsseveld   | Versnevelde  | 1152     |                       |
| Veenendaal   | Venedael     | 17e eeuw |                       |
| Veghel       | Vehchele     | 1225     |                       |
| Voorhout     | Foranholte   | 988      |                       |
| Vrachelen    | Vrachel      | 1352     |                       |
| Vroenhout    | Vroedenhout  | 1359     |                       |

## W
| Huidige naam | Oude naam | Jaartal  | Andere vermelding(en) |
| ------------ | --------- | -------- | --------------------- |
| Waalre       | Waetriloe | 704      |                       |
| Weert        | Wert(h)a  | ca. 1062 |                       |
| Wessem       | Wishem    | 956      | Wesheim (1118)        |
| Wierden      | Wederden  | 1280     |                       |
| Willemstad   | Ruigenhil | 16e eeuw |                       |
| Woensel      | Gunsela   | 1107     | Wonsela (ca. 1200)    |
| Woensdrecht  | Wunsdrech | 1249     |                       |

## X
| Huidige naam | Oude naam | Jaartal | Andere vermelding(en) |
| ------------ | --------- | ------- | --------------------- |
|              |           |         |                       |

## Y
| Huidige naam | Oude naam | Jaartal | Andere vermelding(en) |
| ------------ | --------- | ------- | --------------------- |
|              |           |         |                       |

## Z
| Huidige naam | Oude naam | Jaartal | Andere vermelding(en) |
| ------------ | --------- | ------- | --------------------- |
| Zaltbommel   | Bomela    | 850     |                       |
| Zeelberg     | Zaelberch | 1441    |                       |
| Zevenaar     | Subenhara | 1047    |                       |
| Zwolle       | Swolle    | 1040    |                       |